# P.O. Flygkompani

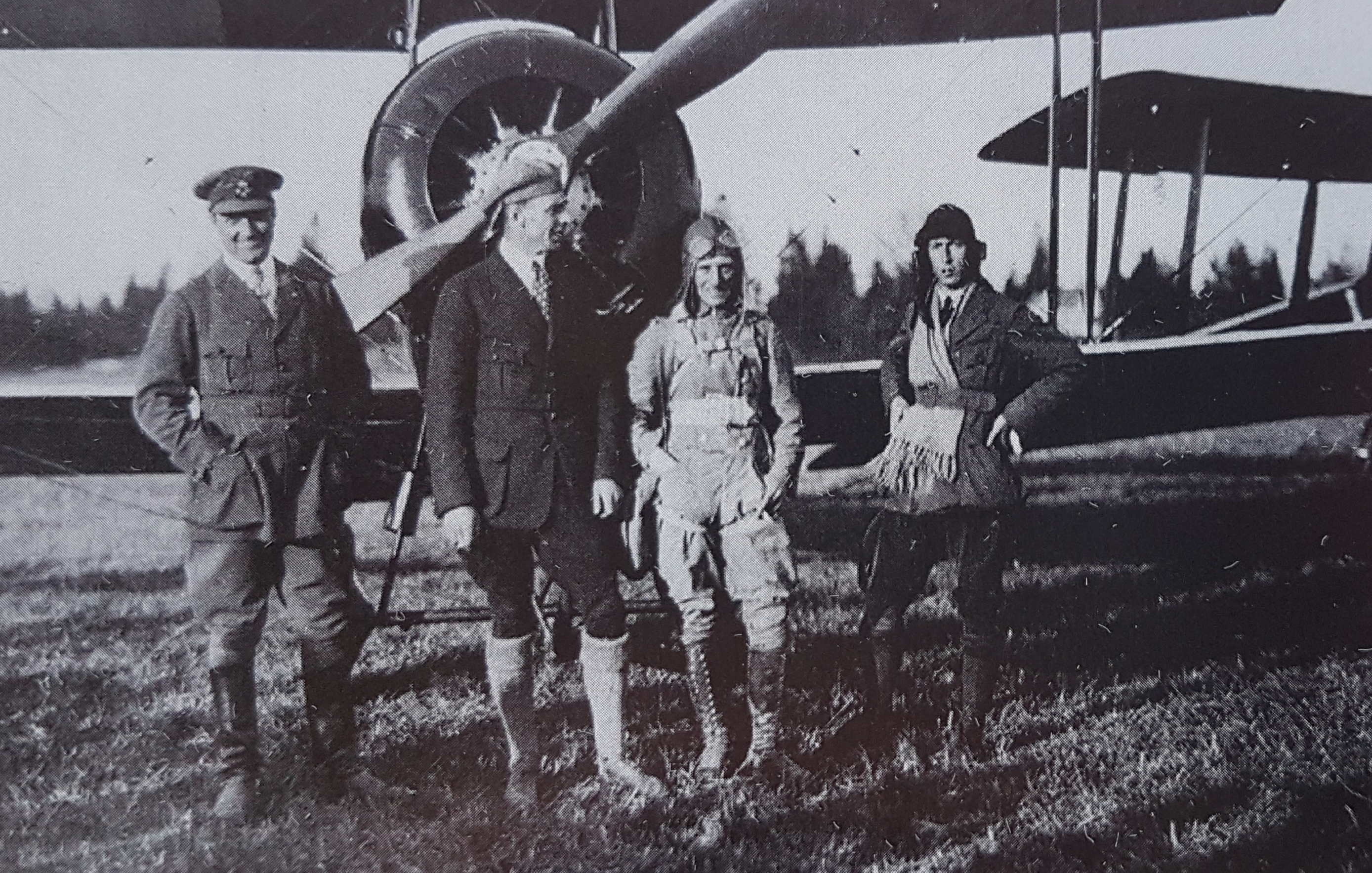
Robert Holmén, Per-Oscar Herrström, Raoul Thörnblad och Allan Youell

P.O. Flygkompani var ett svenskt flygbolag.
Företaget grundades i maj 1919 av Per Oscar Herrström för att bedriva civil luftfart med passagerare och utbilda flygförare. Som bas användes Barkarby flygfält, där även företagets flygskola var belägen. Förutom Herrström arbetade de engelska piloterna major Johnstone och kapten Saunders i bolaget, vid starten använde man sig av två stycken Avro 504K och en De Havilland DH- 6 Airco
5 maj 1920 öppnade man en flyglinje mellan Stockholm-Helsingfors med en Fairey IIIC. Pilot på första flygningen var Saunders. Efter tre stycken dubbelturer lade man ner linjen på grund av uteblivet statligt stöd.
18 augusti 1920 öppnade man på Vattenfallsstyrelsens önskan Sveriges första inrikeslinje mellan Porjus och Suorva, den var då världens dittills nordligaste reguljära flygrutt. Efter kort tid tvingades man dra sig ur samarbetet med Vattenfallsstyrelsen.
Under de år företaget var verksamt utförde man över 3 000 uppstigningar med passagerare på olika platser runt om i landet.
Somrarna 1919 och 1920 turnerar bolaget runt i Sverige och gör passageraruppstigningar, bl.a. i Östergötland (Norrköping/Ljurafältet) och Valdemarsvik) och i Småland (Västervik, Vimmerby och Eksjö).
Företaget upphörde med sin verksamhet 1923.
https://em.kulturhotell.se/items/show/2167